# كارلوس ريكالدي
كارلوس ريكالدي (بالإسبانية: Carlos Recalde)‏ هو لاعب كرة قدم ومدرب كرة قدم باراغواياني في مركز نصف الجناح، ولد في 14 ديسمبر 1983 في نيمبي في باراغواي. لعب مع أرجنتينوس جونيورز وأوليمبو وسان مارتين دي سان خوان وسيرو بورتينيو ونادي غواراني.